# Петри, Эдуард Юльевич
Эдуард Юльевич Петри (1 (13) июля 1854, Зегевольд — 28 сентября (10 октября) 1899, Санкт-Петербург) — российский географ, этнограф, антрополог; профессор.

## Биография и карьера
Род Э. Ю. Петри, 1 (13) июля 1854 года родившегося в Зегевольде (ныне Сигулда, Латвия), вёл своё происхождение от деятеля шведской реформации XVI века Олауса Петри, потомки которого бежали в Ливонию, позже присоединённую к России.
Учился в Императорской медико-хирургической академии. Из-за близости к организации «Земля и воля» был исключён и подлежал административной высылке. Бежав за границу, обосновался в Берне (Швейцария), где окончил в 1880 году Бернский университет по курсу медицины и, защитив в нём докторскую диссертацию, с 1883 по 1887 годы был внештатным профессором на факультете философии Бернского университета, читая лекции по географии и антропологии.
Жена, Евгения Львовна Петри (урожденная Гринберг), для того чтобы выйти замуж за Э. Ю. Петри, приняла лютеранство. В семье было двое сыновей — старший Бернгард и младший Георгий, оба ученики гимназии Мая.
В 1887 году семья Петри вернулась в Россию, где Э. Ю. Петри был амнистирован. Получил чин статского советника и личное дворянство, стал вице-председателем Русского антропологического общества. В 1887—1899 годах читал курс общей антропологии на естественном отделении физико-математического факультета Петербургского университета, стал первым профессором кафедры географии и этнографии (1896). Преподавал также с 1897 года в Александровском институте.
Э. Ю. Петри стал первым в русской научной литературе использовать термин «биосфера», ранее введенный в научный оборот австрийским геологом Э. Зюссом в книге «Лик Земли» (1875). Организовал кружок преподавателей географии при военно-педагогическом музее, ставивший целью заинтересовать юношество этим «сухим» предметом путём изменения самой системы преподавания. Проводил археологические и антрополого-географические экспедиции в Средней Азии, Тургайской области, Приуралье, Оренбургской и Уфимской губерниях, широко публиковался. Ежегодно читал публичные лекции в Соляном городке. Был членом Русского географического общества.
Умер 28 сентября (10 октября) 1899 года в Санкт-Петербурге. Похоронен на Смоленском лютеранском кладбище.

## Основные труды
- «Учебный географический атлас», изданный А. Ф. Марксом (1898, позже многократно переиздавался)
- «Основы антропологии» (СПб., 1890)
- «Соматическая антропология» (СПб., 1895—1897)
- «Методы и принципы географии» (СПб., 1892)
- «Критический обзор иностранных пособий при преподавании и изучении географии» (СПб., 1897)
- «Большой всемирный настольный Атлас Маркса». Под редакцией Э. Ю. Петри и Ю. М. Шокальского. — СПб.: Т-во Маркса, 1905 (издан посмертно)

Также сотрудничал в «Реальной энциклопедии медицинских наук», перевел на русский язык «Народоведение» Пешеля, на немецкий язык книгу Ядринцева «Сибирь, как колония» и путешествие Яворского («Reise nach Afghanistan», Иена, 1884), составил отдел «Russland» в «Deutsche Encyclopadie» (1886—87)